# ماكسين مور ووترز
ماكسين مور ووترز (الاسم قبل الزواج كار، ولدت في 15 أغسطس 1958) سياسية أمريكية تشغل منصب نائبة في مجلس النواب الأمريكي عن المقاطعة الانتخابية رقم 43، كاليفورنيا، منذ العام 1991. تضم المقاطعة، التي كان ترتيبها المقاطعة رقم 29 منذ عام 1991 حتى عام 1993 ورقم 35 منذ عام 1993 حتى عام 2013، القسم الأكبر من جنوبي لوس أنجلس، وأيضًا أجزاءًا من غاردينا وإنيغلوود وتورانس.
باعتبارها عضوًا في الحزب الديمقراطي، تؤدي ووترز ولايتها رقم 15. وهي السيناتور الأقدم من بين ال12 امرأة سوداء اللواتي يشغلن منصب سيناتور في الكونغرس. ترأست ووترز كتلة النواب السود في الكونغرس منذ عام 1997 حتى عام 1999. وهي ثاني أقدم عضو في تكتل كونغرس كاليفورنيا بعد نانسي بيلوسي. وتترأس ووترز لجنة مجلس الخدمات المالية. قبل أن تصبح في مجلس النواب الأمريكي، شغلت ووترز منصبًا في جمعية ولاية كاليفورنيا، التي انتُخبت له للمرة الأولى في عام 1976. وبصفتها امرأة في الجمعية، أيدت ووترز سحب الاستثمارات من نظام الفصل العنصري في جنوب أفريقيا. في الكونغرس، كانت ووترز معارضة صريحة لحرب العراق وانتقدت بشكل لاذع الرؤساء جورج بوش الأب وجورج دبليو بوش وباراك أوباما ودونالد ترامب.
أدرجت ووترز ضمن قائمة مجلة تايم لل100 شخصية الأكثر تأثيرًا في عام 2018. 

## نشأتها وتعليمها
ولدت ووترز في عام 1938 في سانت لويس، ميزوري، وهي ابنة لريموس كار وفيلما لي (الاسم قبل الزواج مور). وهي الولد الخامس من بين 13 ولدًا، تولت تربية ووترز والدتها الوحيدة بعد أن هجر والدها العائلة حين كانت ماكسين تبلغ من العمر عامين. تخرجت في ثانوية فاشون في سانت لويس قبل أن تنتقل رفقة أسرتها إلى لوس أنجلس في عام 1961. عملت في مصنع للألبسة وكعاملة في مشغل للهاتف قبل أن تعيَّن كأستاذة مساعدة في برنامج هيد ستارت في واتس في عام 1966. في وقت لاحق التحقت ووترز بجامعة ولاية لوس أنجلس (اليوم جامعة ولاية كاليفورنيا، لوس أنجلس) حيث نالت درجة البكالوريوس في علم الاجتماع في عام 1971. 

## بداية مسيرتها السياسية
في عام 1973، شغلت ووترز منصب نائبة رئيس مجلس المدينة ديفيد إس. كانينغهام. وانتخبت لجمعية ولاية كاليفورنيا عام 1976. ضمن الجمعية عملت ووترز على سحب استثمارات تمويل راتب التقاعد من أي أعمال تجارية نشطة في جنوب أفريقيا، التي كانت في تلك الآونة خاضعة لنظام سياسة الفصل العنصري، وأسهمت في تمرير تشريع يخضع لإرشادات مبادئ سوليفان لحملة سحب الاستثمارات. ووصلت إلى منصب رئيسة المؤتمر الديمقراطي في الجمعية.

## مجلس النواب الأمريكي

### الانتخابات
مع تقاعد أغوستوس إف. هوكينز في عام 1990، انتُخبت ووترز لمجس النواب الأمريكي عن مقاطعة كاليفورنيا الانتخابية رقم 29 بنسبة تزيد عن 79% من الأصوات. وأعيد انتخابها دون انقطاع عن هذه المقاطعة، التي تغير رقمها إلى المقاطعة رقم 35 في عام 1992 ورقم 43 في عام 2012، بنسبة أصوات لم تقل عن 70%.
مثلت ووترز أجزاءًا كبيرة من جنوب وسط لوس أنجلس وتجمعات لوس أنجلس الساحلية في ويستشستر وبلايا ديل ري، وأيضًا مدن تورانس وغاردينا وهوثورن وإنغلوود ولاونديل.

### فترة تولي المنصب
في 29 من شهر يوليو من عام 1994، صعدت ووترز إلى الأضواء حين قاطعت بشكل مستمر خطابًا كان يلقيه النائب بيتر كينغ. وصف المسؤول المنظم، كاري ميك، تصرفها بأنه «غير منضبط ويثير البلبلة» وهدد بأن يواجهها مسؤول حفظ النظام بصولجان مجلس النواب (الذي يساوي تحذيرًا رسميًا للتوقف). حتى عام 2017، كانت تلك الحادثة أحدث حادثة استخدام للصولجان لأسباب انضباطية. في نهاية الأمر أوقفت ووترز من المجلس حتى نهاية اليوم. كانت أسباب الصراع مع كينغ تعود إلى اليوم السابق حين كان كلاهما حاضرًا في جلسة الاستماع للجنة المالية للمجلس حول قضية وايتووتر. شعرت ووترز أن استجواب كينغ لماغي ويليامز (رئيسة موظفي هيلاري كلينتون) كان شديد القسوة، وتبادلا في وقت لاحق بعض الكلمات القاسية. 
ترأست ووترز كتلة النواب السود في الكونغرس منذ عام 1997 حتى عام 1998. في عام 2005، شهدت في استجواب لجنة مجلس النواب الأمريكي للتعليم وقوة العمل حول «تطبيق قوانين مكافحة الاحتيال في التعليم الهادف للربح»، مشيرة إلى الجامعة الأمريكية للتكنولوجيا الطبية بأنها «مدرسة مشاكل» في مقاطعتها. في عام 2006، دخلت في جدال حول مركز كينغ درو الطبي. انتقدت ووترز تغطية وسائل الإعلام للمشفى وطالبت لجنة الاتصالات الفيدرالية برفض أي إعفاء من عقوبة القطب الصحفي، وبالتالي تجديدًا لرخصة المحطة التلفزيونية لوس أنجلس، كاليفورنيا التي تمتلكها لوس أنجلس تايمز. وقالت ووترز «لقد كان للوس أنجلس تايمز تأثير كبير على الرأي العام وقد استخدمته للتسبب بأذى للتجمعات المحلية في بعض الحالات». وطالبت ووترز بأن تفرض لجنة الاتصالات الفيدرالية على الصحيفة إما بيع قناتها أو المخاطرة بخسارة القناة لحقوق البث. ووفقًا لمجلة برودكاستينغ آند كيبل، فقد رفعت التحديات «شبح معارك قانونية مرتفعة التكلفة للدفاع عن ممتلكات المحطة ... وعلى الأقل، فإن الدفاع ضد واحدة ستكلف عشرات آلاف الدولارات على أجور المحامين وربما ستؤجل تجديد الرخصة لمدة ثلاثة أشهر». لم تحقق حملة ووترز نجاحًا.
وبصفتها نائبة ديمقراطية في الكونغرس، كانت ووترز مفوضة عليا للمؤتمر الوطني الديمقراطي لعام 2008. وأيدت ووترز السيناتور الديمقراطي هيلاري كلينتون في ترشيح الحزب في أواخر شهر يناير من عام 2008 مانحة كلينتون تأييدًا معترفًا به على الصعيد الوطني اعتبره البعض أنه «سيخلق موجات كبيرة». حولت ووترز تأييدها لاحقًا إلى السيناتور الأمريكي باراك أوباما حين بات من المستحيل هزم تقدمه خلال فرز أصوات النواب في اليوم الأخير من التصويت الأولي.
في عام 2009 دخلت ووترز في مواجهة مع النائب ديف أوبي حول تخصيص مالي في لجنة الاعتمادات المالية في مجلس النواب الأمريكي. كان طلب التمويل من أجل مركز تأهيل موظفين في مدرسة عامة في لوس أنجلس كانت قد سميت على اسمها. في عام 2011، صوتت ووترز ضد قانون اعتماد الدفاع الوطني للعام المالي 2012، الذي كان مرتبطًا بفقرة تتيح للحكومة والجيش اعتقال مواطنين أمريكيين وآخرين حتى أجل غير مسمى دون محاكمة. 
مع تقاعد بارني فرانك في عام 2012، أصبحت ووترز العضو الأقدم في لجنة مجلس الخدمات المالية. في 24 من شهر يوليو من عام 2013، صوتت ووترز لمصلحة التعديل 100 لقانون المخصصات المالية في وزارة الدفاع لعام 2014. استهدف التعديل نشاطات المراقبة المحلية، ولا سيما تلك العائدة إلى وكالة الأمن القومي، وكان سيحد من مرونة تفسير قانون بريسم. رُفض التعديل رقم 100 ب217 صوتًا مقابل 205.
في 27 من شهر مارس من عام 2014، طرحت ووترز مسودة مناقشة قانون التقدم بالاقتصاد وفرص الإسكان لعام 2014 الذي عُرف باسم قانون التقدم بالإسكان لعام 2014. تضمنت فقرة رئيسية في القانون جمع 10 نقاط مقابل «كل دولار رهن غير مسدد يضمن السندات المغطاة» والذي قدر ب5 مليار دولار. وستنفق هذه المبالغ على ثلاث تمويلات تدعم مبادرات الإسكان التي يمكن تسديد تكلفتها، مع ذهاب 75% منها إلى صندوق استئمان الإسكان الوطني. وسيقدم صندوق استئمان الإسكان الوطني عندها منحًا مجمعة للولايات لتستخدم بشكل رئيسي لبناء الإسكان المؤجر الذي يمكن سداد تكلفته من قبل الأسر التي تنال أدنى دخل والحفاظ عليه وإعادة تأهيله وتشغيله، وجماعات تضم المتقدمين في السن وأصحاب الاحتياجات الخاصة والعمال من أصحاب الدخل المتدني. أُقر صندوق الاستئمان الوطني في عام 2008، إلا أنه لا يتلقى تمويلًا حتى اليوم. في عام 2009، شاركت ووترز في رعاية قانون النائب جون كونييرز الذي يطالب بدفع تعويضات الاستعباد للأمريكيين السود.
ومقابل فترة توليها منصب رئيسة لجنة مجلس الخدمات المالية في الكونغرس رقم 116، نالت ووترز درجة «أ» من مركز لوغار لمراقبة الاستجوابات في الكونغرس.

#### سي آي إيه
بعد ظهور مقال في صحيفة سان خوسيه نيوز ميركوري يزعم بتواطؤ وكالة الاستخبارات المركزية (السي آي إيه) في تفشي تعاطي الكوكايين في لوس أنجلس في الثمانينيات من القرن العشرين، دعت ووترز إلى إجراء تحقيق. وسألت إذا ما «كانت حكومة الولايات المتحدة قد دفعت أو نظمت تهريب عقاقير مخدرة ونقلها وبيعها للمواطنين الأمريكيين». أعلنت وزارة العدل الأمريكية أنها قد فشلت في إيجاد أي دليل لدعم الرواية الأصلية. في خاتمة المطاف نُقل صاحب الرواية الأصلية، غاري ويب، إلى مجموعة إخبارية أخرى واستبعد من تقرير التحقيق قبل وفاته في عام 2004.